# 鯉魚精與山貓精
鯉魚精與山貓精，是台灣台東市地區民間傳說裡的兩種怪物，因為鯉魚精對居民作祟而被當地的山貓精追殺，最後妖怪們因故分別變成當地的山和地標。

## 習性
鯉魚精有兩隻，一公一母、來自於太平洋，牠們只要遇到陽光便會幻化成石頭動彈不得，直到太陽下山才會變回來。牠們可以讓人生出雙胞胎（過去社會中雙胞胎被視為惡兆）。

## 傳說
過去這對鯉魚精經常在太陽下山後上岸來騷擾當地居民，而當地也住著一隻保護居民的山貓精，只要鯉魚精上岸便會追捕牠們，但一直被靈活的鯉魚精逃脫，直到有一天，在公鯉魚回到海裡後，母鯉魚卻因為來不及進入海中太陽便升起了，使讓牠和山貓精一起變成石頭，而剛好有一艘西班牙（一說荷蘭）的船隻經過，發現經過的「山」上有兩顆大寶石，便把它們挖出來帶走，但那兩顆寶石其實是母鯉魚的眼睛，失去眼睛的母鯉魚失去靈氣，再也無法變回原形，而山貓精看著自己的獵物沒有動靜，也因為貓的狩獵本能而保持不動，兩隻怪物分別變成鯉魚山和貓山。
另外，公鯉魚則在回頭看母鯉魚的時候照到陽光，變成了綠島（另有說法認為他跟母鯉魚一起變成鯉魚山）。
其他版本
關於鯉魚精的傳說另有其他版本，但大致上離不開貓追鯉魚的內容，如鯉魚精和山貓精原本分別是王母娘娘的宮女和玉皇大帝的雜差，某天，雜差奉命將祝壽禮送給王母娘娘，卻在路上被宮女嚇到、弄破了作為賀禮的天鵝卵，雙雙被打下凡間變成妖怪受苦，對鯉魚精恨之入骨的山貓精因此開始追殺鯉魚精，但最後兩隻妖怪都被當地另一隻妖怪：猴精給殺了，山貓精被吃掉、鯉魚精則被挖走雙眼，但猴精又被玉皇大帝下令電死，和其他兩隻怪物一起變成當地的猴子山；或是兩隻怪物因為相愛而荒廢了政事，被惹怒的天神將貍魚的眼睛挖去，還把牠們變成兩座山；還有故事為臺東平原的少年愛上原住民公主但遭反對，原住民頭目派人追殺少年，少年被迫自殺而化作鯉魚山，頭目不放心而請貓神看管他。
另外也有傳說認為當地的阿美族青年曾在鯉魚山中發現一件金光閃閃的寶衣，並且被族人推舉為番王，並且對抗荷蘭人的入侵，後來荷蘭人轉為對他示好，並用許多寶物番王交易，並換走了他的寶衣，鯉魚山上的眼睛也被挖走，番王在失去寶衣後因為說的話不再靈驗而被族人背棄、而且在鯉魚精喪失靈氣後，族內出生的胎兒和家畜都是瞎的，阿美族因此搬到馬蘭一帶居住。

## 現代研究
鯉魚精和山貓精的故事主要是源自當地的鯉魚山和貓山，兩座山因為在平原上極為醒目，是當地的地標，而且外表跟動物類似，而出現這樣的傳說。
另外，猴子山的命名其實來自於阿美族稱呼那座山為「Kawasan」，音近台語的「猴子山」而來，所以與猴精相關的版本很有可能是後人根據猴子山的名字、將其加入傳說中而杜撰出來的結果。